# Cortland Cart & Carriage Company
Cortland Cart & Carriage Company war ein US-amerikanischer Hersteller von Fahrzeugen.

## Unternehmensgeschichte
Der aus Schweden stammende Hjalmar Malmberg gründete Anfang der 1880er Jahre das Unternehmen. Malmberg wurde Präsident, Frank A. Begent Vizepräsident und Louis I. Hatfield  Generalmanager. Der Sitz war zunächst in Cortland im US-Bundesstaat New York. Sie stellten Kutschen her.
Im März 1895 zerstörte ein Feuer das Werk. Im Juli 1895 wurde der Sitz nach Sidney, ebenfalls im Staat New York, verlagert.
Anfang der 1910er Jahre war Louis I. Hatfield Präsident und Winfield T. Sherwood Vizepräsident. Zwischen 1912 und 1913 entstanden Nutzfahrzeuge. Ende 1915 wurde die Produktion von Automobilen angekündigt und ab 1916 durchgeführt. Der Markenname lautete Hatfield.
1924 endete die Produktion. Das Unternehmen ging in den Bankrott. Insgesamt entstanden über 1500 Personenkraftwagen.

## Fahrzeuge
1916 erschien der Four. Er hatte wie alle Modelle bis 1920 einen Vierzylindermotor von GB & S. Er leistete 23 PS. Das Fahrgestell hatte 269 cm Radstand. Die einzige bekannte Ausführung war das Model H als zweisitziger Roadster.
1917 ergänzten Model A als fünfsitziger Tourenwagen, Model B als zweisitziger Roadster-Speedster und Model I als fünfsitziger Suburban das Sortiment. Der Suburban war seitlich offen und wird als eine frühe Ausführung eines Kombis bezeichnet.
1918 wurde der Radstand auf 292 cm verlängert. Die Modellbezeichnungen entfielen. Zur Wahl standen Tourenwagen mit fünf Sitzen, Roadster und Runabout mit jeweils zwei Sitzen sowie ein Sociable Roadster mit vier Sitzen.
1919 entfielen die Zweisitzer. Der Roadster wurde einfach Roadster genannt.
1920 erschien das Model A-42. Ein Vierzylindermotor von Herschell-Spillman mit 42 PS Leistung trieb die Fahrzeuge an. Überliefert sind Roadster und Speedster mit zwei Sitzen, Suburban und Roadster mit vier Sitzen sowie Tourenwagen, Limousine und Brougham mit fünf Sitzen.
Für die Zeit von 1921 bis 1922 war die Motorleistung mit 35 PS angegeben. Die Zweisitzer, der Suburban und der Brougham entfielen.
1923 wurde der Radstand auf 318 cm verlängert. Tourenwagen und Limousine blieben im Sortiment. Dazu gesellten sich ein Sport mit vier und fünf Sitzen sowie ein Coupé mit vier Sitzen.
1924 wurde das Model 55 eingeführt. Es hatte einen Sechszylindermotor von Herschell-Spillman. Er leistete 55 PS. Der Radstand betrug 307 cm. Zur Wahl standen Tourenwagen, Sport Tourenwagen und Limousine mit jeweils fünf Sitzen sowie ein viersitziges Coupé.

## Modellübersicht
| Jahr      | Modell     | Ausführung | Zylinder | Leistung (PS) | Radstand (cm) | Aufbau |
| --------- | ---------- | ---------- | -------- | ------------- | ------------- | --- |
| 1916      | Four       | Model H    | 4        | 23            | 269           | Roadster 2-sitzig |
| 1917      | Four       | Model A    | 4        | 23            | 269           | Tourenwagen 5-sitzig |
| 1917      | Four       | Model B    | 4        | 23            | 269           | Roadster-Speedster 2-sitzig |
| 1917      | Four       | Model H    | 4        | 23            | 269           | Roadster 2-sitzig |
| 1917      | Four       | Model I    | 4        | 23            | 269           | Suburban 5-sitzig |
| 1918      | Four       |            | 4        | 23            | 292           | Tourenwagen 5-sitzig, Roadster 2-sitzig, Runabout 2-sitzig, Sociable Roadster 4-sitzig                                             |
| 1919      | Four       |            | 4        | 23            | 292           | Tourenwagen 5-sitzig, Roadster 4-sitzig                                                                                            |
| 1920      | Model A-42 |            | 4        | 42            | 292           | Roadster 2-sitzig und 4-sitzig, Speedster 2-sitzig, Suburban 4-sitzig, Tourenwagen 5-sitzig, Limousine 5-sitzig, Brougham 5-sitzig |
| 1921–1922 | Model A-42 |            | 4        | 35            | 292           | Roadster 4-sitzig, Tourenwagen 5-sitzig, Limousine 5-sitzig                                                                        |
| 1923      | Model A-42 |            | 4        | 35            | 318           | Tourenwagen 5-sitzig, Sport 4-sitzig und 5-sitzig, Limousine 5-sitzig, Coupé 4-sitzig                                              |
| 1924      | Model 55   |            | 6        | 55            | 307           | Tourenwagen 5-sitzig, Sport Tourenwagen 5-sitzig, Coupé 4-sitzig, Limousine 5-sitzig                                               |

## Produktionszahlen
| Jahr  | Produktionszahl |
| ----- | --------------- |
| 1916  | 69              |
| 1917  | 173             |
| 1918  | 187             |
| 1919  | 121             |
| 1920  | 223             |
| 1921  | 237             |
| 1922  | 183             |
| 1923  | 161             |
| 1924  | 200             |
| Summe | 1554            |